# DeShawn Stevenson
DeShawn Stevenson (Fresno, California, 3 de abril de 1981) es un exjugador de baloncesto estadounidense que disputó trece temporadas en la NBA. Con 1,96 metros de estatura, jugaba en la posición de escolta.

## Carrera

### Instituto
Stevenson jugó al baloncesto en el Instituto Washington Union, promediando 30.4 puntos, 9.7 rebotes y 6.2 asistencias en su año sénior. Fue nombrado en el primer quinteto del Parade All-America y en el segundo del All-USA Today, además de aparecer en el McDonald's All-American High School All-Star Game, anotar 25 puntos y ganar el concurso de mates de dicho evento.
Tras firmar una carta para jugar en la Universidad de Kansas, cambió de idea y se presentó directamente al Draft de la NBA.

### NBA
Fue seleccionado por Utah Jazz en la 23ª posición del Draft de la NBA de 2000. En su primera temporada jugó muy poco, apareciendo en 40 partidos y promediando 2.2 puntos, 0.7 rebotes y 7.3 minutos de juego por noche. Como rookie, participó en el concurso de mates del All-Star Weekend de Washington, finalizando segundo por detrás de Desmond Mason.
Disputó tres temporadas y media en Utah, pasando la mayor parte del tiempo en el banquillo, hasta que fue traspasado a Orlando Magic en invierno de 2004. En los 26 partidos que jugó en los Magic esa campaña promedió 11.2 puntos y 4.6 rebotes. En Orlando encontró un papel más importante que el secundario que tenía en Utah. En la temporada 2005-06, su última en Florida, Stevenson firmó 11 puntos, 2.9 rebotes, 2 asistencias y 32.3 minutos de juego en 82 partidos, todos ellos de titular.
Sin embargo, el 3 de agosto de 2006 firmó un contrato de dos campañas con Washington Wizards. En su primera temporada en el conjunto capitalino, sus promedios han sido de 11.2 puntos, 2.6 rebotes, 2.7 asistencias y 29.5 minutos en 82 partidos, todos comenzándolos en el quinteto inicial.
Tras casi 4 temporadas en Washington, el 13 de febrero de 2010, Stevenson fue traspasado a Dallas Mavericks junto con Caron Butler y Brendan Haywood a cambio de Josh Howard, Drew Gooden, James Singleton y Quinton Ross. Ganando el anillo con los Mavs.
El 23 de diciembre de 2011 llega a un acuerdo con los New Jersey Nets por una temporada.
En julio de 2012 fue traspasado a Atlanta Hawks junto con Jordan Farmar, Anthony Morrow, Jordan Williams, Johan Petro y una elección de primera ronda del draft de 2013 a cambio de Joe Johnson. Tras una temporada, el 2 de agosto de 2013, fue cortado por los Hawks.
Tras tres años sin equipo, en diciembre de 2016 anunció oficialmente su retirada de la NBA.

## Estadísticas de su carrera en la NBA
|  | Denota temporada en la que ganó un campeonato de la NBA |

### Temporada regular
| Año     | Equipo     | PJ  | PT  | MPP  | %TC  | %3P  | %TL  | RPP | APP | ROB | TPP | PPP  |
| ------- | ---------- | --- | --- | ---- | ---- | ---- | ---- | --- | --- | --- | --- | ---- |
| 2000–01 | Utah       | 40  | 2   | 7.3  | .341 | .083 | .684 | .7  | .5  | .2  | .1  | 2.2  |
| 2001–02 | Utah       | 67  | 23  | 16.9 | .385 | .080 | .698 | 2.0 | 1.7 | .4  | .4  | 4.9  |
| 2002–03 | Utah       | 61  | 8   | 12.5 | .401 | .333 | .691 | 1.4 | .7  | .4  | .1  | 4.6  |
| 2003–04 | Utah       | 54  | 54  | 28.0 | .445 | .233 | .669 | 3.3 | 1.7 | .5  | .3  | 11.4 |
| 2003–04 | Orlando    | 26  | 24  | 35.9 | .404 | .293 | .690 | 4.6 | 2.5 | .9  | .0  | 11.2 |
| 2004–05 | Orlando    | 55  | 27  | 19.8 | .408 | .373 | .554 | 1.9 | 1.3 | .3  | .2  | 7.8  |
| 2005–06 | Orlando    | 82  | 82  | 32.3 | .460 | .133 | .744 | 2.9 | 2.0 | .7  | .2  | 11.0 |
| 2006–07 | Washington | 82  | 82  | 29.5 | .461 | .404 | .704 | 2.6 | 2.7 | .8  | .2  | 11.2 |
| 2007–08 | Washington | 82  | 82  | 31.3 | .386 | .383 | .797 | 2.9 | 3.1 | .8  | .2  | 11.2 |
| 2008–09 | Washington | 32  | 25  | 27.7 | .312 | .271 | .533 | 2.4 | 3.1 | .7  | .1  | 6.6  |
| 2009–10 | Washington | 40  | 13  | 15.4 | .282 | .177 | .720 | 1.6 | 1.1 | .3  | .1  | 2.2  |
| 2009–10 | Dallas     | 24  | 5   | 11.1 | .283 | .320 | .700 | 1.1 | .5  | .2  | .0  | 2.0  |
| 2010–11 | Dallas     | 72  | 54  | 16.1 | .388 | .378 | .767 | 1.5 | 1.1 | .3  | .1  | 5.3  |
| 2011–12 | New Jersey | 51  | 30  | 18.8 | .285 | .283 | .563 | 2.0 | .8  | .4  | .1  | 2.9  |
| 2012–13 | Atlanta    | 56  | 31  | 20.7 | .374 | .364 | .522 | 2.2 | .9  | .5  | .1  | 5.1  |
| Total   | Total      | 824 | 542 | 22.3 | .406 | .340 | .698 | 2.2 | 1.6 | .5  | .2  | 7.2  |

### Playoffs
| Año   | Equipo     | PJ | PT | MPP  | %TC  | %3P  | %TL   | RPP | APP | ROB | TPP | PPP  |
| ----- | ---------- | -- | -- | ---- | ---- | ---- | ----- | --- | --- | --- | --- | ---- |
| 2001  | Utah       | 1  | 0  | 8.0  | .500 | .000 | .000  | 1.0 | .0  | .0  | .0  | 2.0  |
| 2003  | Utah       | 4  | 0  | 9.3  | .400 | .000 | 1.000 | 1.8 | 1.0 | .3  | .0  | 4.5  |
| 2007  | Washington | 4  | 4  | 30.5 | .196 | .158 | .429  | 2.5 | 1.8 | .5  | .8  | 6.0  |
| 2008  | Washington | 6  | 6  | 32.7 | .367 | .389 | .889  | 2.2 | 3.0 | 1.0 | .0  | 12.3 |
| 2010  | Dallas     | 2  | 0  | 3.0  | .000 | .000 | .000  | .0  | .0  | .0  | .0  | .0   |
| 2011  | Dallas     | 21 | 18 | 15.8 | .349 | .397 | .750  | .9  | .6  | .5  | .1  | 4.5  |
| 2013  | Atlanta    | 4  | 0  | 11.3 | .600 | .600 | .000  | 2.5 | .3  | .0  | .0  | 2.3  |
| Total | Total      | 42 | 28 | 17.8 | .327 | .353 | .791  | 1.4 | 1.0 | .5  | .1  | 5.3  |

## Vida personal
Su madre y padrastro son Genice y Terry Popps, y tiene un hermanastro llamado Tyler. 
Se prometió con su novia Ariane Williams, con quien tiene un hijo, Londyn y una hija, Skye Christian.
En marzo de 2014 se prometió con Jessica Marie, con quien había tenido un affair durante su relación con Ariane.
Residió en Ashburn, Virginia.
En octubre de 2016 abrió en Orlando su propia cadena de barberías, llamada Playoffs Barber Shop.